# Anne Lise Marstrand-Jørgensen
Anne Lise Marstrand-Jørgensen (Frederiksberg, 18 de julio de 1971) es una poeta y escritora de ficción danesa. En 2009, consiguió el premio de literatura Weekendavisen Book Award, en 2013, el premio Otto Gelsted y, en 2017, el premio de literatura Politikens.

## Trayectoria
Debutó en 1998 con la colección de poesía Wandering Before the End. Tuvo su gran éxito en 2009 con la novela Hildegard, seguida en 2010 por Hildegard II. Ambas tratan sobre la monja alemana Hildegarda de Bingen. También ha publicado la novela aclamada por la crítica Hvad man ikke ved (Lo que no sabes), que sigue a una familia en los años cercanos a 1968, y la igualmente alabada Dronning af Saba og Kong Salomon sobre la reina de Saba y el rey Salomón. 
Posteriormente, en 2017 publicó la novela Sorgens grundstof (El elemento del dolor) y en 2020 Margrete I, una novela sobre la reina Margarita I de Dinamarca.
Marstrand-Jørgensen también colabora musicalmente con el músico de rock y vanguardia Jomi Massage.
Además de su faceta como escritora, Marstrand-Jørgensen es una luchadora social muy crítica con la política exterior y de refugiados de Dinamarca. Participa activamente en la asociación Venligboerne que trabaja con personas refugiadas.

## Obra
- Vandring inden ophør, 1998 (Borgen)
- Rygge som djævle, 1999 (Borgen)
- Helikopter igen, 2002 (Gyldendal)
- Det vi ved, 2004 (Gyldendal)
- Konventioner, 2005 (Gyldendal)
- Ingen, 2007 (Gyldendal)
- Hildegard, 2009 (Gyldendal)
- Hildegard II, 2010 (Gyldendal)
- Dråbers logik, 2012 (cd, s.m. Jomi Massage, Geiger Records)
- "Hvad man ikke ved" 2012 (Gyldendal)
- Hvis sandheden skal frem, 2013 (Gyldendal)
- Dronningen af Saba & Kong Salomon, 2015 (Gyldendal)
- Sorgens grundstof, 2017 (Gyldendal)
- En flod skal være i bevægelse, 2018 (Gyldendal)
- Margrete I, 2020 (Gyldendal)

## Reconocimientos
Marstrand-Jørgensen ha recibido, entre otras cosas, la beca de tres años de Statens Kunstfonds en 2004, la beca de trabajo de Statens Kunstfonds en 2007, el premio de literatura Weekendavisens en 2009, el premio Otto Gelsted en 2013 y el premio de literatura Politikens en 2017.